# Tim Hutchinson
Timothy "Tim" Hutchinson, född 11 augusti 1949 i Bentonville, Arkansas, är en amerikansk republikansk politiker. Han har representerat Arkansas i båda kamrarna av USA:s kongress.
Hutchinson avlade 1972 sin grundexamen vid Bob Jones University. Han avlade sedan 1990 sin master vid University of Arkansas. Han har arbetat som pastor och undervisat historia vid John Brown University.
Hutchinson representerade 1993-1997 Arkansas 3:e distrikt i USA:s representanthus. Brodern Asa Hutchinson efterträdde honom som ledamot av representanthuset.
Senator David Pryor bestämde sig för att inte ställa upp till omval i 1996 års kongressval. Hutchinson besegrade demokraten Winston Bryant med 53% av rösterna mot 47% för Bryant. Hutchinson företrädde i kongressen en klart konservativ politik, för skattesänkningar och dödsstraff, emot aborter och samkönat äktenskap. Han kandiderade 2002 till omval men förlorade mot David Pryors son Mark Pryor.